# 三誠薬品
三誠薬品株式会社（さんせいやくひん）は、医薬品・衛生材料・化粧品の卸売を中心とする日本の企業であった。現在はメディセオ・パルタックホールディンググループの一社エバルスである。医薬品の卸売手。

## 概要
- 本社は広島県広島市大州町2丁目6-32

社長・浅田直吉　　副社長・三浦光雄　　監査役・久保井繁登　

## 沿革
- 昭和42年7月広島県呉市の井上一誠堂・広島県三次市の浅田直吉商店の2社が合併し営業権益を広島市周辺と広島県北部に拡大する。社名を三誠薬品株式会社と変更
- 1971年（昭和46年）9月 - 三誠薬品・タイコー医薬・東和薬品の武田薬品工業筆頭取引会社3社が合併し資本金8000万円で「ケンコー産業」設立

## 営業所
- 広島県：広島市・呉市・三次市・大朝町
- 山口県：防府町
- 島根県：江津市・川本町

## 主な取引メーカー
- 武田薬品工業
- 第一製薬（現在・第一三共）
- 稲畑産業（後・住友製薬・現大日本住友製薬）
- 藤沢薬品工業（現在・アステラス）
- 協和発酵（現在・協和発酵キリン）
- 三共（現在第一三共）等

## 備考
- 呉市の一誠堂薬品と三次市の浅田直吉商店と、ともにノレンを誇る、武田系の問屋両者の合併により発足し、大洲センターを中心に呉・三次。江津に拠点を配置している。
- 昭和43年の売上は2,220,000となる。

## 43年度(昭和42年度実績による)広島市に営業圏域を持つ企業
- 1位成和産業3,005,792
- 2位光洋薬品（田辺系医薬品卸　昭和43年に山口県の三谷薬品を吸収合併して売上高を伸ばす）2,389,303
- 3位三誠薬品2,220,000
- 4位タイコー医薬（寺西薬品・広済堂・石井薬店の合算）2,100,000
- 5位杉本薬品（三共系医薬品卸）2,088,914
- 6位河野薬品（塩野義系の医薬品卸　岩国・呉に続き福山にも出店するなどシェア拡大策をとる）1,510,686
- 7位新生堂薬店254,951